# The Poughkeepsie Tapes
Pour plus de détails, voir Fiche technique et Distribution.
The Poughkeepsie Tapes est un film d'horreur américain écrit et réalisé par John Erick Dowdle dans un style mêlant le faux documentaire et le found footage. Daté de 2007, le film a vu sa distribution annulée à plusieurs reprises.
Le film est sélectionné et projeté en avril 2007 au Festival du film de Tribeca. Le distributeur Metro-Goldwyn-Mayer annule ensuite sa sortie, prévue en février 2008, en raison de son extrême violence. En 2014, le film est brièvement diffusé en vidéos à la demande, puis rapidement retiré de la circulation. En 2017, il est finalement commercialisé en DVD et Blu-Ray.

## Synopsis
La police effectue une descente dans une maison abandonnée  située dans une petite ville au nord de New York et découvre de nombreux enregistrements mettant en scène les horribles activités d'un meurtrier. Les enquêteurs trouvent ainsi près de huit cents cassettes vidéo filmées par le tueur lui-même, sorte de journaux intimes de ses meurtres dans leurs détails les plus sordides. Tandis qu'ils tentent de trouver des indices sur les identités du meurtrier mais aussi de ses victimes, les enquêteurs doivent subir de longs visionnages répétés et dérangeants des cassettes.
Le tueur n'enregistre pas seulement les meurtres eux-mêmes, mais aussi les enlèvements, les tortures et les mutilations post-mortem de ses victimes (ainsi que quelques passages étranges démontrant son fétichisme des ballons). Le meurtrier n'apparaît à l'image que masqué et déguisé. Les cassettes étant numérotées, les enquêteurs se rendent compte qu'il a démarré avec la plus vulnérable des victimes : une jeune fille de huit ans, nommée Jennifer Gorman, qu'il enleva alors qu'elle jouait dans son jardin.
Après la réussite de son premier enlèvement (et meurtre), le tueur devint moins impulsif dans ses crimes. Choisissant avec soin ses prochains lieux d'action, il convainc un couple, les Anderson, de l'emmener à une station-service après une prétendue panne de sa voiture. Sur le chemin, il frappe le mari à la tête, et drogue la femme avec un mouchoir imbibé de somnifère pendant qu'il la filme en gros plan. Les enquêteurs comprennent qu'il a fallu de l'entraînement pour en arriver à une telle maîtrise. La vidéo montre ensuite que le meurtrier a pratiqué une césarienne sur la jeune femme, introduisant dans son ventre la tête coupée de son mari, pour ensuite filmer sa réaction. Durant tout le processus d'enquête sur la disparition du couple, la police réalise le degré de mutilations dont l'assassin est capable, ainsi que son niveau de préméditation. Le tueur se fait ainsi filmer dans une autre station-service, peu avant le double meurtre, et donne un indice à la caméra grâce au langage des signes. Il indique ainsi où il compte se débarrasser de l'un des corps.
Est ensuite filmée la traque de sa prochaine victime, Cheryl Dempsey. Profitant du fait qu'elle est seule avec son petit ami Tim, il entre dans la maison. Après s'être déplacé en se dissimulant, et avoir caché la caméra, il s'introduit dans un placard et attend son heure. S'il enlève Chery, il va tuer et mutiler Tim, laissant son corps sur place. Ce n'est qu'après la découverte des cassettes qu'il devient évident que la scène du crime a été modifiée pour tromper tout profilage criminel. Plutôt que tuer Cheryl, il l'emprisonne dans sa cave, abusant d'elle sexuellement, physiquement et psychologiquement, jusqu'à la forcer - à coups de poing - à accepter « esclave » comme son nouveau nom. Victoria Dempsey, la mère de la victime, en appelle au ravisseur dans une déclaration télévisée. Il va alors la voir, et lui propose son aide pour rechercher sa fille, et filmer sa réaction. Victoria a soudain l'intuition d'être face à l'homme qui a enlevé sa fille, et il s'enfuit en riant alors qu'elle reste figée, terrifiée.
C'est à ce moment que le tueur va changer son modus operandi, et se tourner vers des prostituées, en se déguisant en officier de police. Dans certaines vidéos, il est démontré qu'il n'a pas tué toutes ses victimes lui-même, forçant parfois Cheryl à les tuer. À cause du lieu utilisé pour se débarrasser des corps, et du degré de mutilations, la presse l'appelle « Le boucher de Water Street ». Une enquête médico-légale permet de découvrir que plusieurs des corps contiennent un sperme similaire. Un enquêteur profite d'un entretien avec Ted Bundy pour lui parler de l'affaire, et il lui conseille de surveiller le prochain corps « frais », car selon lui, le meurtrier serait nécrophile, et reviendrait donc assouvir ses besoins sexuels sur les corps de ses victimes avant leur découverte. Cette piste ne sera jamais concluante, faute de trouver un corps récent.
Lors de l'inspection de l'appartement d'une des victimes, la Police trouve de la salive et des empreintes digitales sur un verre. Celles-ci conduisent à l'arrestation de l'agent de police James Foley, qui avait eu maille à partir avec la justice pour des agressions de prostituées. N'ayant aucun alibi lors des enlèvements, et plusieurs preuves ayant été retrouvées dans son véhicule, ainsi que les analyses des échantillons de sperme et même des témoignages oculaires, Foley est accusé et condamné d'être le Boucher de Water Street. Plaidant non coupable, refusant tout compromis, il est condamné à mort en Pennsylvanie. Peu après son exécution (le 9 septembre 2001) par injection létale, l'un des principaux inspecteurs chargés de l'enquête reçoit par courrier une carte indiquant un lieu, avec un mot : « Manqué une » (Missed one). Il devient clair que le vrai tueur a subtilisé le sperme congelé de James Foley (qui avait donné son sperme dans une banque), et l'avait méticuleusement piégé, en faisant l'une de ses victimes, indirectement. Foley est innocenté dès le 12 septembre, mais ce fait reste méconnu du grand public, ayant été dévoilé le lendemain du 11 septembre 2001. La nature fluctuante des meurtres signifie que toute tentative de profilage serait contradictoire. Les meurtres de Water Street continuent.
Les enquêteurs finissent par trouver la maison en retrouvant l'adresse IP de la seule personne ayant téléchargé la fameuse carte ce jour-là, et lancent la descente. Ils trouvent la maison extrêmement propre, sans la moindre empreinte digitale et sans le moindre indice sur l'identité du tueur. En même temps que les huit cents cassettes vidéo, numérotées, mettant en scène le sadisme du tueur, de nombreux corps sont retrouvés enterrés dans le jardin (dont celui de l'occupant originel de la maison), et Cheryl Dempsey est retrouvée vivante, bien que très affaiblie, plus de dix années après son enlèvement. Elle a été abusée psychologiquement à un tel point qu'elle s'automutile, semblant rechercher la souffrance comme un besoin quotidien. Lors d'un entretien filmé, elle affirme que son ravisseur est amoureux d'elle, et qu'il reviendra rapidement la chercher. Peu après cet entretien, elle se suicide en laissant une note, dans laquelle elle signifie son amour éternel pour son maître. Sa tombe est profanée et son corps disparaît mystérieusement après son enterrement.
Bien que seules vingt-sept vidéos manquent au catalogue complet, et malgré le nombre d'enquêteurs travaillant sur ce cas, aucun indice n'est trouvé sur l'identité du véritable boucher de Water Street. Les cassettes elles-mêmes deviennent une étape nécessaire pour toute personne étudiant la psychologie criminologique. Les meurtres de Water Street ont cessé, et le dossier reste ouvert, les autorités énonçant leur volonté de surveiller tous les lieux dans lesquels le documentaire sera diffusé. Ils sont en effet convaincus que l'ego du meurtrier le forcera à voir ce documentaire.
Dans un dernier exemple de la nature sadique du meurtrier, après le générique, un passage montre le visage en gros plan de l'une des victimes. Le tueur la torture moralement en lui disant qu'il vont faire un marché : tant qu'elle ne cligne pas des yeux, elle vivra. Après un moment, durant lesquels le spectateur n'entend que la respiration saccadée et paniquée de la victime, le film se clôture sur son clignement d'yeux.

## Fiche technique
- Titre original : The Poughkeepsie Tapes
- Réalisation : John Erick Dowdle
- Scénario : John Erick Dowdle, d’après l’histoire de Drew Dowdle
- Direction artistique : Alethea Root
- Décors : Andrew Gormley
- Costumes : Annie Bloom
- Photographie : Shawn Dufraine
- Montage : John Erick Dowdle et Elliot Greenberg
- Musique : Keefus Ciancia
- Production : Drew Dowdle
- Société de production : Brothers Dowdle Productions ; Poughkeepsie Films (coproduction)
- Société de distribution : Metro-Goldwyn-Mayer
- Pays d’origine :  États-Unis
- Langue originale : anglais
- Format : couleur
- Genre : horreur
- Durée : 86 minutes
- Dates de sortie :
  - États-Unis : 27 avril 2007 (Festival du film de Tribeca) ; 19 juillet 2014 (VOD) ; 10 octobre 2017 (DVD)
- Film interdit aux moins de 16 ans

## Distribution
- Bobbi Sue Luther : Josephine
- Samantha Robson : Samantha
- Ivar Brogger : Leonard Schway
- Ron Harper : Mike Moakes
- Iris Bahr : la psychiatre
- Todd Cahoon : Ted Bundy
- Henry Dittman : Frank Anderson
- Sean Huze : Hector Gomez

## Festival et sorties
The Poughkeepsie Tapes est sélectionné et projeté en avril 2007 au Festival du film de Tribeca.
Le distributeur Metro-Goldwyn-Mayer, jugeant le film trop violent, annule sa sortie prévue en février 2008 sur grand écran. Quant à la brève diffusion des vidéos à la demande en 2014, elle est vite à nouveau annulée.
En juillet 2017, Scream Factory annonce la sortie officielle de ce film en DVD au cours d’octobre 2017.